# Carbanion

Un carbanion

Un carbanion este un anion al carbonului tetravalent care poartă o sarcină negativă la cel puțin una dintre formele de rezonanță (mezomerice). Se poate considera că un carbanion este baza conjugată a unui anumit acid de carbon:
R3C-H + B− → R3C− + H-B
unde B− este o bază, iar H-B este acidul conjugat al acesteia
Carbanionii reprezintă intermediari de reacție des întâlniți în mecanismele de reacție din chimia organică.